# Ainet de Cardós
Ainet de Cardós es una localidad española perteneciente al municipio leridano de Vall  de Cardós, en la comunidad autónoma de Cataluña.

## Historia
La localidad, por entonces un municipio con ayuntamiento propio, contaba hacia mediados del siglo XIX con 101 habitantes. Junto a ella pasa el río Noguera de Cardós. Aparece descrita en el primer volumen del Diccionario geográfico-estadístico-histórico de España y sus posesiones de Ultramar de Pascual Madoz de la siguiente manera:

AINET DE CARDOS: l. con ayunt. de la prov. de Lérida (33 1/2 horas), part. jud. de Sort (6 1/2), adm. de rent. de Tremp (15 1/2), aud. terr. y c. g. de Cataluña (Barcelona 49 1/2), dióc. de Seo de Urgel (11 1/2), oficialato de Cardós. Sit. á la márg. der. del r. Noguera Pallaresa en un pequeño llano de 1/4 de hora de estension rodeado de grandes montañas: le combaten todos los vientos y con mas frecuencia 
el del N. por cuya razón el clima es frio y saludable, no obstante de desarrollarse á las veces algunas calenturas catarrales y pulmonías. Tiene 10 casas y una igl. parr. bajo la advocacion de Sta. Eugenia, sufragánea de la parr. de Lladrós dist. 1 hora, cuyo párroco pasa los dias festivos á decir misa y administrar los sacramentos en caso necesario. Confina el térm. por N. con el de Benante, por E. con el de Arros, por S. con el de Casibrós y por O. con el de Bonestarre, estendiéndose en todas direcciones 1/4 de hora poco mas ó menos. Le cruza el r. Noguera de Cardós (V.) cuyas aguas y las de varias fuentes que brotan en el térm. aprovechan los vec. para surtido de sus casas, abrevadero de ganados y bestias de labor. El terreno aunque de secano por las desigualdades y quebraduras que ofrece, es de buena calidad; su cultivo apenas llega á 90 jornales con algunos prados de pastos. Hacia el O. se halla el monte llamado el Puig del Tabac, donde únicamente se crian yerbas, arbustos y malezas, asi como en las demas pendientes y asperezas del terreno. Pasa por este el camino real que conduce á Francia tocando por Tabascan. La correspondencia la recibe de Tremp por medio de un balijero que la lleva á Llaborsí, donde la toma un espreso: llega los jueves y domingos y sale los martes y viernes por la tarde. Prod. centeno, legumbres y pocas hortalizas; cria ganado lanar y cabrio, vacuno y alguno mular y caballar. Comercio: el de importación de vino y aceite y géneros ultramarinos. Pobl. 16 vec.: 101 alm. Cap. imp. 11,892 rs. Contr. 2,000 rs. El presupuesto municipal que asciende á 400 rs. se cubre por reparto entre los vec.
(Madoz, 1845, p. 170)

Pertenece en la actualidad al municipio de Vall de Cardós. En 2021 la entidad singular de población contaba con 73 habitantes y el núcleo de población con 72 habitantes.